# 요도가와구
요도가와구(일본어: 淀川区 요도가와쿠[*])는 일본 오사카부 오사카시를 구성하는 24개 구 중 하나이다.

## 지리
오사카시 북부 요도강(요도가와강) 북안과 간자키강 남안에 끼인 위치에 있다. 옛날에는 요도가와강의 나루터였고 노세 가도가 통과하였으며 현재는 신칸센의 신오사카역을 비롯해 JR 도카이도 본선, 한큐 전철 노선, 오사카 메트로 미도스지선, 국도 176호선, 신미도스지 등이 있어 교통의 요충지로 기능하고 있다. 메이지 시대 이후에는 요도가와강의 개량과 함께 구획 정리도 진행되었고 요도가와강을 건너는 다리도 몇 개 더 놓여 한큐 주소역 일대를 중심으로 번화가를 이루고 그 외의 지구에서도 상공 활동이 번성한다.

### 인접한 지자체
- 기타구
- 니시요도가와구
- 히가시요도가와구
- 도요나카시
- 스이타시
- 효고현 아마가사키시

## 역사
- 1974년 7월 - 히가시요도가와구를 분구하여 "요도가와구"가 탄생하였다.

## 교통

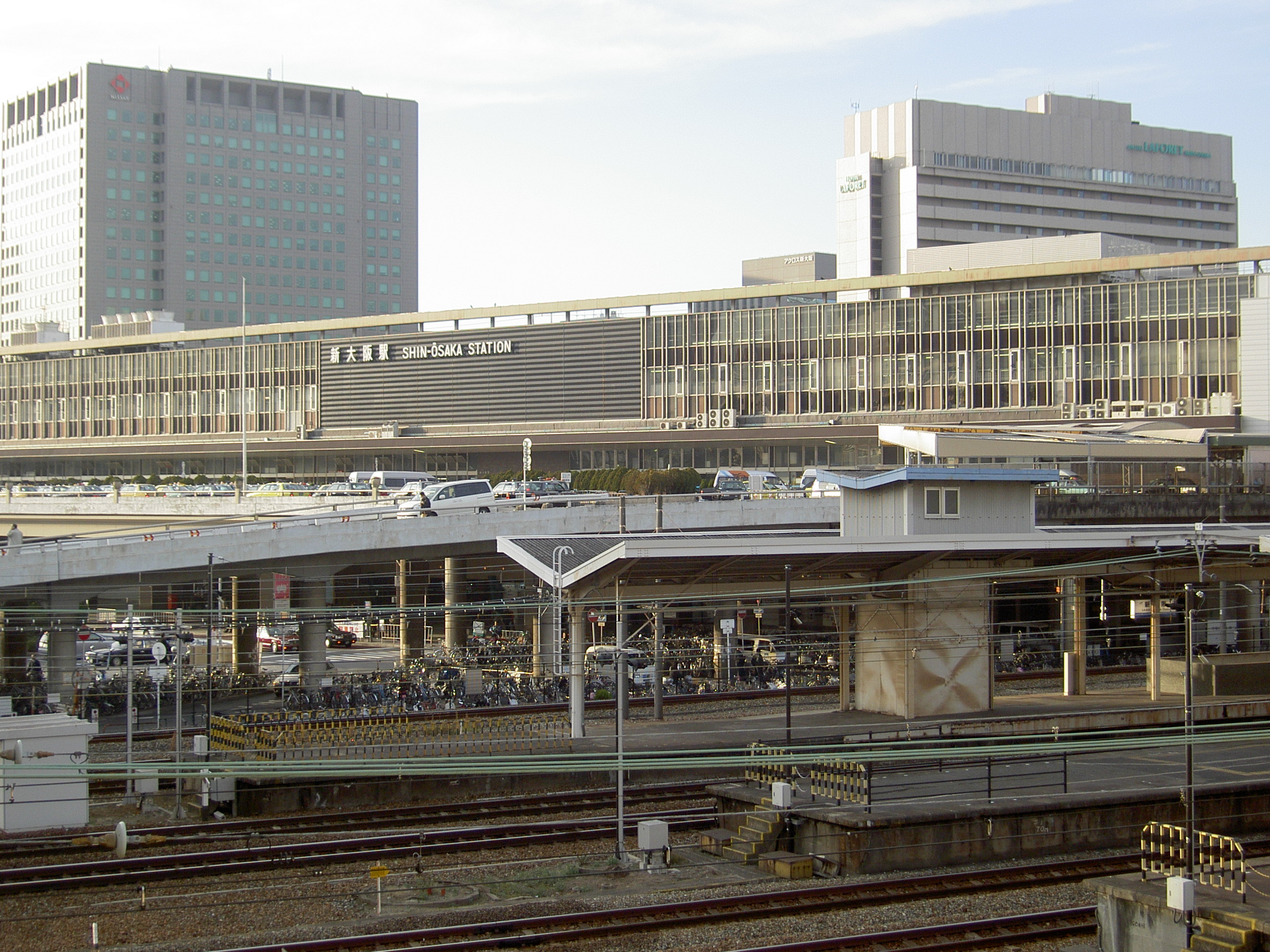
신오사카역

### 철도
- 도카이 여객철도
  - 도카이도 신칸센
    - 신오사카역 - (시모교구 교토역 →)

- 서일본 여객철도
  - 산요 신칸센
    - (← 주오구 신코베역) - 신오사카역

  - 도카이도 본선
    - (← 스이타시 스이타역) - 히가시요도가와역 - 신오사카역 - (기타구 오사카역) - 쓰카모토역 - (아마가사키시 아마가사키역 →)

  - JR 도자이선
    - (← 니시요도가와구 미테지마역) - 가시마역 - (아마가사키시 아마가사키역 →)

- 한큐 전철
  - 교토 본선
    - (← 기타구 우메다역) - 주소역 - 미나미카타역 - (히가시요도가와구 소젠지역 →)

  - 다카라즈카 본선
    - (← 기타구 나카쓰역) - 주소역 - 미쿠니역 - (도요나카시 쇼나이역 →)

  - 고베 본선
    - (← 기타구 나카쓰역) - 주소역 - 간자키가와역 - (아마가사키시 소노다역 →)

- 오사카 메트로
  - 미도스지선
    - (← 기타구 나카쓰역) - 니시나카지마미나미가타역 - 신오사카역 - 히가시미쿠니역 - (스이타시 에사카역 →)

### 도로
- 한신 고속도로
- 국도 제176호선 (일본)(일본어판)
- 국도 제423호선 (일본)(일본어판)